# Verde Vallis
La Verde Vallis è una struttura geologica della superficie di Marte.